# Mankayan, Benguet
Mankayan là đô thị hạng 4 ở tỉnh Benguet, Philippines. Theo điều tra dân số năm 2000, đô thị này có dân số people 34.502 trong 6.495 hộ.

## Các đơn vị hành chính
Mankayan về mặt hành chính được chia thành 12 khu phố (barangay).
- Balili
- Bedbed
- Bulalacao
- Cabiten
- Colalo
- Guinaoang
- Paco
- Palasaan
- Poblacion
- Sapid
- Tabio
- Taneg